# Little Snoring
Little Snoring est un village et une paroisse civile du Norfolk, en Angleterre.